# 納池公園
納池公園（のいけこうえん）は、大分県竹田市久住町にある公園。「納池」として国の名勝に指定されている。

## 概要
久住高原の東南部に位置し、南北約250m、東西約50mと南北に細長い総面積約1.2haの日本式の公園である。日量7,500m3の湧水が湧きだし、公園の約3分の1を占める細長い池となっている。池の周囲にはスギ、タブ、カシなどの大木が生い茂り幽玄な趣を醸していたが、2004年の台風16号、18号のために多くの木が倒れ、様相が変わっており、2007年には改修工事が行われている。公園内の東側には納池神社がある。
大友氏の支族で14世紀～16世紀にこの地域を支配した志賀氏の遊楽地に利用されたのにはじまり、江戸時代初期には肥後藩主加藤清正が公衆のための遊楽地としたと伝えられる。
日本で初めて近代的な公園制度が設けられたのは、1873年（明治6年）の太政官布告第16号によるが、納池公園はその際に東京の上野公園、京都の嵐山などとともに公園に指定された由緒のある公園でもある。また、1924年（大正13年）には大分県13景の一つに選ばれている。
1933年（昭和18年）7月13日に大分県指定名勝第1号に指定され、2025年（令和7年）3月10日に国の名勝に指定されている。